# Micrornebius aquilus
Micrornebius aquilus är en insektsart som beskrevs av Andrej Vasiljevitj Gorochov 1992. Micrornebius aquilus ingår i släktet Micrornebius och familjen Mogoplistidae. Inga underarter finns listade i Catalogue of Life.